# And Love Said No – The Greatest Hits
And Love Said No – The Greatest Hits – pierwszy album przekrojowy fińskiego zespołu love metalowego HIM.
Został wydany w roku 2004, jednak znaczna większość utworów jest starsza, gdyż jest to składanka zawierająca 14 najpopularniejszych nagrań HIM z lat 1997–2004 oraz dwa nowe utwory "And Love Said No" i "Solitary Man". Ekskluzywne angielskie wydanie zawiera dodatkowo "It's All Tears" w nowej wersji, nagrane podczas rejestrowania albumu Razorblade Romance lecz ostatecznie odrzucone na rzecz nowych wersji Your Sweet Six Six Six i Wicked Game (zamieszczonych również na tej kompilacji), natomiast edycja limitowana zawiera także DVD z 6 piosenkami z koncertu w Semifinal Clubi w 2003.

## CD
1. "And Love Said No" – 4:10
2. "Join Me In Death" – 3:37
3. "Buried Alive By Love" – 5:01
4. "Heartache Every Moment" – 3:56
5. "Solitary Man" (Neil Diamond Cover) – 3:37
6. "Right Here In My Arms" – 4:00
7. "The Funeral of Hearts" – 4:29
8. "In Joy and Sorrow" – 3:59
9. "Your Sweet 666" – 3:57
10. "Gone With the Sin" – 4:22
11. "Wicked Game" (Chris Isaak Cover) – 4:06
12. "The Sacrament" – 4:30
13. "Close to the Flame" – 3:47
14. "It's All Tears (Drown In This Love" (tylko w wydaniu UK) – 4:30
15. "Poison Girl" – 3:51
16. "Pretending – 3:41
17. "When Love and Death Embrace" – 6:08

## DVD
1. "Soul On Fire (Live)" - 4:09
2. "The Funeral Of Hearts (Live)" - 4:45
3. "Beyond Redemption (Live)" - 4:23
4. "Sweet Pandemonium (Live)" - 5:07
5. "Buried Alive By Love (Live)" - 4:52
6. "The Sacrament (Live)" - 4:31